# 桜中学音楽大全集
『桜中学音楽大全集』（さくらちゅうがくおんがくだいぜんしゅう）はTBS系で放送されたテレビドラマ『3年B組金八先生』第1～第7シリーズまでの主題歌・挿入歌をはじめ、桜中学シリーズ（1年B組新八先生、2年B組仙八先生、3年B組貫八先生）の主題歌を収録したDVD付CD3枚組で構成される、コンピレーション・アルバム。2006年12月13日に、ユニバーサルミュージック／UM3TVMから発売。初回限定盤のみCD帯に「限定盤特典：金八先生ポスター封入」と記されている。

## 概要
番組で放送された主題歌を中心に挿入歌、BGMなどを集めた「桜中学」のベストCDである。名曲・ヒット曲であるばかりでなく、各ドラマにおいての「名場面」を想い出させる内容となっている。また、金八先生での主なロケ現場と一部のシーンを紹介した特典DVD『暮れなずむ街 ロケ地ウォーク』および『3年B組金八先生』第1～第7シリーズ生徒の座席表、全サブタイトル、職員リスト一覧が同封されているとともに、初回限定版では「金八先生」第1シリーズ開始前の番組宣伝用ポスター（そのときは国語の教師ではなく英語の教師の設定で、英語の筆記体が書かれた黒板と金八が熱心に教える描写のスチル写真）が封入されている。
「金八先生第3シリーズ」は舞台が松ヶ崎中学であるが、便宜上本CDに収録されている。

## 収録曲
「金八先生」の主題歌、挿入歌についてはシリーズ名で記載する。

### CD

#### DISC1
1. 贈る言葉（第1シリーズ主題歌）
  - 作詞:武田鉄矢、作曲:千葉和臣、編曲:惣領泰則、歌:海援隊
2. てんびんばかり（第1シリーズ第1回挿入歌）
  - 作詞・作曲:河島英五、編曲:宮本光雄、歌:河島英五
3. 八十八夜（第1シリーズ第3回挿入歌）
  - 作詞・作曲:岸田智史、編曲:岸田智史・萩田光雄、歌:岸田智史
4. 秋止符（第1シリーズ第4・5・15・17回挿入歌）
  - 作詞:谷村新司、作曲:堀内孝雄、編曲:石川鷹彦、歌:アリス
5. 特効薬（第1シリーズ第7回挿入歌）
  - 作詞・作曲:甲斐よしひろ、編曲・歌:甲斐バンド
6. JODAN JODAN（第1シリーズ第11回挿入歌）
  - 作詞:武田鉄矢、作曲:木村昇、編曲・歌:海援隊
7. 母に捧げるバラード（第1シリーズ第11回挿入歌）
  - 作詞:武田鉄矢、作曲:海援隊、編曲:青木望、歌:海援隊
8. 倭人傳（第1シリーズ第11回挿入歌）
  - 作詞:武田鉄矢、作曲:千葉和臣、編曲:森一美、歌:海援隊
9. 風景詩（第1シリーズ第11回挿入歌）
  - 作詞:武田鉄矢、作曲:中牟田俊男、編曲:佐孝康夫、歌:海援隊
10. トドを殺すな（第1シリーズ第13回挿入歌）
  - 作詞・作曲・歌:友川かずき
11. 道標ない旅（第1シリーズ第16回挿入歌）
  - 作詞・作曲:永井龍雲、編曲：大村雅朗、歌:永井龍雲
12. さよなら（第1シリーズ第20回挿入歌）
  - 作詞・作曲:小田和正、編曲・歌:オフコース
13. 生まれ来る子供たちのために（第1シリーズ第18回挿入歌）
  - 作詞・作曲・編曲:小田和正、歌:オフコース
14. 出発の歌（第1シリーズ最終回挿入歌）
  - 作詞:及川恒平、作曲:小室等、編曲:木田高介、歌:上條恒彦と六文銭
15. 人として（第2シリーズ主題歌）
  - 作詞:武田鉄矢、作曲:中牟田俊男・千葉和臣、編曲:大村雅朗、歌:海援隊
16. 世情（第2シリーズ第24回挿入歌）
  - 作詞・作曲:中島みゆき、編曲：吉野金次・福井峻、歌:中島みゆき

#### DISC2
1. 桜中学校歌（第1シリーズ第22回・第2シリーズ、第5シリーズ〜第7シリーズ最終回・スペシャル11挿入歌）
  - 作詞:小山内美江子、作曲:瀬尾一三、編曲:城之内ミサ
  - 歌:第4シリーズ生徒[2]
2. 声援（第3シリーズ主題歌）
  - 作詞:武田鉄矢、作曲:中牟田俊男、編曲:瀬尾一三、歌:武田鉄矢
3. 琵琶湖周航の歌（第4シリーズ第11回挿入歌）
  - 作詞:小口太郎、作曲:吉田千秋、編曲:早川博二、歌:加藤登紀子
4. スタートライン（第4シリーズ主題歌）
  - 作詞:武田鉄矢、作曲:千葉和臣、編曲:若草恵、歌:海援隊
5. JET BOY,JET GIRL（第4シリーズ第2～4・6～8・10～12・18・19回挿入歌）
  - 作詞:ISAO、作曲:HAYATO
  - 編曲・歌:メロンマン
6. 新しい人へ（第5シリーズ主題歌）
  - 作詞:武田鉄矢、作曲:千葉和臣、編曲:原田末秋、歌:海援隊
7. TAKIO'S SOHRAN 2（第5シリーズ第5・6回・最終回・第6シリーズ第5回・最終回・第7シリーズ第4・5回・最終回挿入歌）
  - 作詞:伊藤多喜雄、編曲:TAKIO BAND、歌:伊藤多喜雄
8. AMAZING GRACE（第5シリーズ第16回挿入歌[3]）
  - 歌:白鳥英美子
9. 三月のうた（第5シリーズ第20回挿入歌）
  - 作詞:谷川俊太郎、作曲:武満徹、編曲:服部隆之、歌:石川セリ
10. まっすぐの唄（第6シリーズ主題歌）
  - 作詞:武田鉄矢、作曲:中牟田俊男、編曲:原田未秋、歌:海援隊
11. 君は薔薇より美しい（第6シリーズ第16回挿入歌）
  - 作詞:門谷憲二、作曲・編曲:ミッキー吉野、歌:布施明
12. LUX～救い（第6シリーズ第11回～最終回挿入歌）
  - 作詞・作曲・編曲・歌:城之内ミサ
13. Je n'sime pas moi（第6シリーズ第15回～最終回挿入歌）
  - 作詞・作曲・編曲・歌:城之内ミサ
14. Mitt Hjerte Alltid Vanker（第6シリーズ第18回挿入歌）
  - 歌:SISSEL

#### DISC3
1. 初恋のいた場所（第7シリーズ主題歌）
  - 作詞:武田鉄矢、作曲:千葉和臣、編曲:若草恵、歌:海援隊
2. ハッスル音頭（第7シリーズ第4回挿入歌）
  - 作詞:”キャプテン・ハッスル”小川直也、作曲・編曲:原田憲
  - 歌:”キャプテン・ハッスル”小川直也
3. Pure（第7シリーズ第2・6・8～10・12・13・15～17・19・21回・最終回・スペシャル11挿入歌）
  - 作詞・作曲・編曲・歌:城之内ミサ
4. 私をたどる物語（第7シリーズ第6・12・15・20回・最終回・スペシャル11挿入歌）
  - 作詞:武田鉄矢、作曲:熊木杏里、編曲:吉俣良、歌:熊木杏里
5. You raise me up（第7シリーズ第14回挿入歌）
  - 歌:SISSEL
6. Ave Maria（第7シリーズ第19回・最終回・スペシャル11挿入歌）
  - 歌:INESSA GALANTE（イネッサ・ガランテ）
7. 重いつばさ（1年B組新八先生主題歌）
  - 作詞:川崎洋、作曲:岸田智史、編曲:梅垣達志、歌:岸田智史
8. 萠ゆる想い（2年B組仙八先生主題歌）
  - 作詞・作曲:さとう宗幸、編曲:川村栄二、歌:さとう宗幸
9. ひとすじの流れ（2年B組仙八先生挿入歌）
  - 作詞:川崎洋、作曲:さとう宗幸、編曲:川村栄二、歌:さとう宗幸
10. ピリオド～さよならの向こうへ～（2年B組仙八先生挿入歌）
  - 作詞:竹花いち子、作曲:福留順一、編曲:若草恵、歌:川口雅代
11. 不良少女白書（2年B組仙八先生挿入歌）
  - 作詞・作曲:さだまさし、編曲:信田かずお、歌:榊原まさとし
12. だけど泣かないさ（3年B組貫八先生主題歌）
  - 作詞:小室等、作曲:吉田拓郎、編曲:馬飼野康二、歌:川谷拓三
13. Jupiter（第7シリーズ第5・11・12回・最終回挿入歌）
  - 作詞：吉元由美、作曲：G. Holst、編曲：坂本昌之、歌：平原綾香

### DVD
- 『暮れなずむ街 ロケ地ウォーク』・・・金八先生での主なロケ現場と一部のシーンを紹介した特典DVD（35分）。
  - ナビゲーター：大森巡査（鈴木正幸）
  - ゲスト出演：坂本金八（武田鉄矢）・道政明子（大川明子）